# Amerikaanse tafeleend
De Amerikaanse tafeleend (Aythya americana) is een duikeend die voorkomt in Noord-Amerika en lijkt op de tafeleend uit Europa.

## Beschrijving
De Amerikaanse tafeleend lijkt sterk op de (gewone) tafeleend (Aythya ferina). Een belangrijk verschil is de snavel. Bij de Amerikaanse tafeleend is deze bijna geheel blauwig van kleur. De gewone tafeleend heeft veel meer zwart op de snavel. De vrouwtjes van beide soorten zijn vrij onopvallend bruin van kleur en zijn nog moeilijker te onderscheiden, hoewel ze meestal ook hetzelfde snavelpatroon hebben. De Amerikaanse tafeleend is weliswaar een duikeend, maar hij grondelt vaker dan andere duikeenden. Hij eet voornamelijk waterplanten.

## Voorkomen en leefgebied
De soort komt voor in Noord-Amerika en broedt aan plassen en meertjes op de prairie in het noordwesten, vanaf Nebraska tot in Alaska en overwintert aan de kusten van de Verenigde Staten. Een enkele keer dwaalt de Amerikaanse tafeleend ook weleens af naar Europa, waar hij echter niet altijd als de vreemde eend in de bijt herkend wordt. Begin 2016 bevond zich een Amerikaanse tafeleend gedurende enige tijd in het van Starkenborghkanaal tussen Aduard en Noordhorn. Dit is het eerste aanvaarde geval in Nederland.

## Status
De grootte van de populatie is in 2018 geschat op 1,2 miljoen volwassen vogels. Op de Rode lijst van de IUCN heeft deze soort de status niet bedreigd.